# U-ka saegusa IN db IV 〜クリスタルな季節に魅せられて〜
『U-ka saegusa IN db IV 〜クリスタルな季節に魅せられて〜』（ユーカ・サエグサ・イン・デシベル・フォース - きせつにみ - ）は、三枝夕夏 IN dbの4枚目のアルバム。

## 内容
- オリジナルアルバムとしては約3年ぶり、ベストアルバムからも約2年ぶりとなるアルバム。
- 作曲・編曲の多くを大野愛果、葉山たけし、小澤正澄の3人が手掛けており、今作では三枝夕夏が作曲をした曲は1曲のみとなった。
- 19thシングル「明日は明日の風の中.....夢の中／新しい自分へ変わるスイッチ」は未収録。
- 初回盤は「夏の終りにあなたへの手紙書きとめています」「いつも素顔の私でいたい」「誰もがきっと誰かのサンタクロース」のPVを新録バージョンで収録したDVD付き。
- この作品が三枝夕夏 IN dbにとって最後のオリジナルアルバムとなる。

## 収録曲
1. クリスタルな季節に魅せられて
  - 作詞：三枝夕夏 / 作曲・編曲：小澤正澄
2. もう君をひとりにさせない
  - 作詞：三枝夕夏 / 作曲：大野愛果 / 編曲：小澤正澄

22ndシングル
3. 雪どけのあの川の流れのように
  - 作詞・作曲：三枝夕夏 / 編曲：葉山たけし

20thシングル
4. 白のファンタジー
  - 作詞：三枝夕夏 / 作曲：大野愛果 / 編曲：池田大介

JEWELRYの「白のファンタジー」のセルフカバー。
5. 悲しい雨が降り続いても
  - 作詞：三枝夕夏 / 作曲・編曲：小澤正澄
6. この世界に君がいるだけで
  - 作詞：三枝夕夏 / 作曲：大野愛果 / 編曲：小澤正澄
7. 夏の終りにあなたへの手紙書きとめています
  - 作詞：三枝夕夏 / 作曲：大野愛果 / 編曲：葉山たけし

24thシングル
8. precious memories
  - 作詞：三枝夕夏 / 作曲：小澤正澄 / 編曲：葉山たけし
9. 誰もがきっと誰かのサンタクロース
  - 作詞：三枝夕夏 / 作曲：大野愛果 / 編曲：葉山たけし

21stシングル
10. ごめんね 今もまだ君を愛してるから
  - 作詞：三枝夕夏 / 作曲：大野愛果 / 編曲：葉山たけし
11. いつも素顔の私でいたい
  - 作詞：三枝夕夏 / 作曲：大野愛果 / 編曲：葉山たけし

23rdシングル
12. ずっとずっと君の恋人でいたい
  - 作詞：三枝夕夏 / 作曲・編曲：小澤正澄

### DVD（初回盤のみ）
- THREE SPECIAL MOVIES〜U-ka's Cut〜

1. 夏の終りにあなたへの手紙書きとめています
2. いつも素顔の私でいたい
3. 誰もがきっと誰かのサンタクロース

## レコーディング参加
- 池田大介 - シンセサイザー（#4）
- 大賀好修 - ギター（#4）
- 小澤正澄 - ギター（#1,2,5,6,12）
- 葉山たけし - ギター（#3,7-11）
- 宇浦冴香 - コーラス
- 宇徳敬子 - コーラス
- 大田紳一郎（doa） - コーラス
- 大野愛果 - コーラス
- 岡崎雪 - コーラス